# Бутіману (комуна)
Бутіману (рум. Butimanu) — комуна у повіті Димбовіца в Румунії. До складу комуни входять такі села (дані про населення за 2002 рік):
- Бербучану (110 осіб)
- Бутіману (1657 осіб)
- Лучанка (304 особи)
- Унгурень (288 осіб)

Комуна розташована на відстані 32 км на північний захід від Бухареста, 43 км на південний схід від Тирговіште, 109 км на південь від Брашова.

## Населення
За даними перепису населення 2002 року у комуні проживали 2359 осіб.
Національний склад населення комуни:
| Національність | Кількість осіб | Відсоток |
| -------------- | -------------- | -------- |
| румуни         | 2354           | 99,8%    |
| цигани         | 5              | 0,2%     |

Рідною мовою назвали:
| Мова      | Кількість осіб | Відсоток |
| --------- | -------------- | -------- |
| румунська | 2354           | 99,8%    |
| циганська | 5              | 0,2%     |

Склад населення комуни за віросповіданням:
| Релігія       | Кількість осіб | Відсоток |
| ------------- | -------------- | -------- |
| православні   | 2330           | 98,8%    |
| баптисти      | 11             | 0,5%     |
| п'ятдесятники | 8              | 0,3%     |
| римо-католики | 5              | 0,2%     |
| адвентисти    | 4              | 0,2%     |
| реформати     | 1              | < 0,1%   |